# San Marino en los Juegos Mundiales de Breslavia 2017
San Marino fue uno de los 102 países que participaron en los Juegos Mundiales de 2017 celebrados en Breslavia, Polonia.
La delegación de San Marino estuvo compuesta por un total de dos atletas que compitieron en dos disciplinas de un deporte. Sin embargo, las condiciones climáticas llevaron a que una de ellas fuera cancelada, así que, finalmente, el país sólo compitió en una prueba.
En esta edición San Marino obtuvo una medalla de plata, con lo cual se colocaron en la posición 52 del medallero general.
Fue una medalla histórica, pues fue la primera que gana San Marino en la historia del evento.
| Oro | Plata | Bronce |
| --- | ----- | ------ |
| 0   | 1     | 0      |

## Delegación

### Bochas
| Varonil                           |                  |                  |                  |                                     |                  |                                   |                  |                                           |                  |                  |
| Jacopo Frisoni                    | Raffa individual | prueba cancelada | prueba cancelada | prueba cancelada                    | prueba cancelada | prueba cancelada                  | prueba cancelada | prueba cancelada                          | prueba cancelada | prueba cancelada |
| Jacopo Frisoni y Enrico Dall'Olmo | Raffa doble      | –                | –                | # Aldo Bavestrello y Rodolfo Gálvez | 12:9             | # Volnei Branchi y Nei Luiz Cenci | 12:1             | # Gianluca Formicone y Giuliano Di Nicola | 7:12             | 02 ! [ 3 ]       |
| Jacopo Frisoni y Enrico Dall'Olmo | Raffa doble      | –                | –                | # Philipp Wolfgang y Gunther Baur   | 12:5             | # Volnei Branchi y Nei Luiz Cenci | 12:1             | # Gianluca Formicone y Giuliano Di Nicola | 7:12             | 02 ! [ 3 ]       |
| Jacopo Frisoni y Enrico Dall'Olmo | Raffa doble      | –                | –                | # Aldo Bavestrello y Rodolfo Gálvez | 12:6             | # Volnei Branchi y Nei Luiz Cenci | 12:1             | # Gianluca Formicone y Giuliano Di Nicola | 7:12             | 02 ! [ 3 ]       |